# Сафронова, Милана Юрьевна
Милана Юрьевна Сафронова (род. 20 марта 1991, Сарань, Карагандинская область) — казахстанская боксёрша. Призёр чемпионата мира 2019 года. Победительница чемпионата Азии 2021 года. Чемпионка Казахстана 2018 и 2020 годов. Член сборной Казахстана по боксу.

## Биография
Родилась 20 марта 1991 года. С детства девочка увлекалась спортом, с удовольствием играла в мини-футбол и баскетбол. Секцию бокса предложила подруга, которая, как и Сафронова, мечтала похудеть.
Канат Осанов, карагандинский тренер, увидел первые победы и стал тренировать Сафронову. В 2012 году Милана получила серьёзную травму спины. Вердикт медиков оказался неутешительным: девушке запретили выходить на ринг.
В 2015-м Милана переехала в Москву. Спустя некоторое время девушка встретилась с Сериком Бектургановым, заслуженным тренером из Казахстана. Вновь начала заниматься боксом в боксерском клубе Вячеслава Яновского. С 2016 года тренируется у Ахметовой Данары Аманхановны, которую считает своим первым тренером. Ахметова Д. А. совместно с Сафроной Миланой добились отличных результатов. Сафронова Милана является Мастером спорта Международного класса.

## Карьера
Неоднократный победитель и призёр национального чемпионата в весовой категории до 64 кг.
На 10-м чемпионате мира по боксу среди женщин в Индии, в поединке 1/4 финала, казахстанская спортсменка встретилась с украинкой Марией Бова, уступила ей 0:5 и завершила выступление на мировом первенстве.
Предолимпийский чемпионат мира 2019 года, который состоялся в Улан-Удэ в октябре, казахстанская спортсменка завершила полуфинальным поединком, уступив итальянской спортсменке Анджеле Карини по раздельному решению судей. В результате на одиннадцатом чемпионате мира по боксу среди женщин она завоевала бронзовую медаль.
Сафронова Милана становилась чемпионкой Казахстана по боксу среди женщин в 2018 и 2020 годах, а также чемпионкой Спартакиады республики Казахстан по женскому боксу в 2019 году.
На чемпионате Азии в 2019 году стала бронзовым чемпионом, а уже в 2021 года становится чемпионкой Азии по боксу среди женщин. В 2024 году стала бронзовым призёром чемпионата Азии.
В 2025 году объявила о переходе в профессиональный бокс.